# Adelheid von Meißen

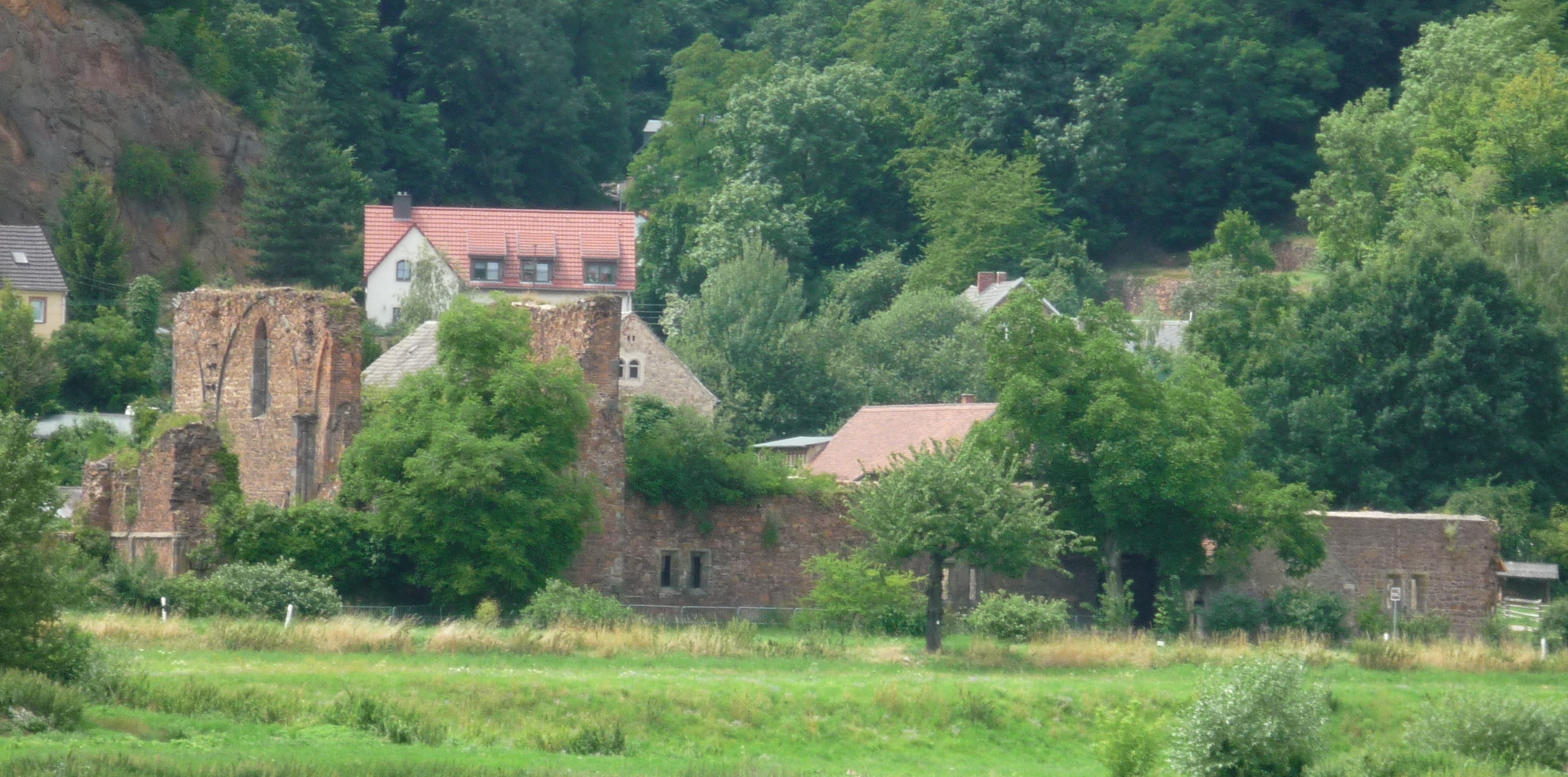
Ruine des Klosters des Heiligen Kreuzes in Meißen, in dem Adelheid ihre letzten Jahre verbrachte.

Adelheid von Meißen (tschechisch Adléta Míšeňská) (* nach 1160; † 2. Februar 1211 in Meißen) war die erste Ehefrau des böhmischen Fürsten und Königs Ottokar I. Přemysl. Als Ottokar die Ehe 1199 auflöste, legte sie Widerspruch ein und führte mehr als zehn Jahre lang einen Prozess um die Anerkennung als rechtmäßige Ehefrau und Königin, an dem sich die höchsten kirchlichen und weltlichen Würdenträger ihrer Zeit beteiligten.

## Leben
Adelheid stammte aus dem Geschlecht der Wettiner und wurde nach 1160 als Tochter Ottos des Reichen geboren. Ihren Ehemann lernte sie Mitte der 1170er Jahre kennen. Zu dieser Zeit lebte Ottokar in Meißen im Exil. Die Eheschließung fand ohne Teilnahme und ohne Zustimmung beider Familien statt. Um 1179 durften die jungen Eheleute nach Böhmen zurückkehren, als Ottokars Bruder Friedrich die Macht übernahm.
Ottokar bekam die Markgrafschaft Mähren zu Lehen, wo ihm einige militärische Erfolge gelangen. 1192 konnte er erstmals den Prager Thron besteigen, wurde jedoch 1194 wieder abgesetzt und musste mit seiner Familie, die inzwischen um den Sohn Vratislav sowie die Töchter Markéta, Božislava und Hedwig angewachsen war, wieder ins Exil gehen. Adelheid ging mit den Kindern zu ihrem Bruder Dietrich nach Meißen und Ottokar diente in dieser Zeit deutschen Herzögen.
Ende 1197 gelang es Ottokar erneut, sich die böhmische Herzogswürde zu sichern, und er kehrte mit Frau und Kindern nach Böhmen zurück. 1198 erlangte er den Königstitel. Einige Monate später ließ er die Ehe mit der Wettiner Markgrafentochter vom Prager Bischof Daniel Milík für ungültig erklären und heiratete Konstanze, Tochter des Königs von Ungarn. Als offiziellen Scheidungsgrund gab Ottokar die zu enge Verwandtschaft an. Ob der wahre Grund im politisch-dynastischen oder möglicherweise auch im persönlichen Bereich lag, ist nicht bekannt. Adelheid suchte mit ihren Kindern wieder einmal Zuflucht in Meißen. Sie wollte jedoch nicht auf ihre Rechte verzichten; vor allem musste sie befürchten, dass ihre Kinder als unehelich gelten und damit alle Ansprüche auf Erbe und Thron verlieren würden. Der Prozess gegen die Eheauflösung, den sie 1199 eröffnete, sollte sich über mehr als zehn Jahre hinziehen. Die vertriebene Königin baute auf die Hilfe ihres Bruders, und sie rief darüber hinaus nicht nur den Papst Innozenz III., sondern auch die Staufer zur Hilfe. Das Verfahren beeinflusste auch den gleichzeitigen deutschen Thronfolgestreit, denn die Gegenkönige Philipp von Schwaben und Otto von Braunschweig ergriffen abwechselnd Partei für oder gegen die Wettinerin, je nachdem, ob ihnen die Unterstützung des böhmischen Königs oder des Meißner Markgrafen lohnender erschien.
1205 gelang es Adelheid, Ottokar zu einer vorübergehenden Kapitulation zu zwingen. Er hatte gerade Frieden mit Philipp von Schwaben geschlossen und die Anerkennung seiner ersten Ehe war eine der Friedensbedingungen. Zudem war Konstanzes erstgeborener Sohn kurz zuvor gestorben, womit es Ottokar an einem legitimen Thronfolger mangelte. Als Folge wurde Konstanze vertrieben und Adelheid kam als Königin nach Prag zurück. Das Ergebnis dieses Erfolgs war jedoch nur die Hochzeit ihrer ältesten Tochter mit dem dänischen König Waldemar II. Noch im gleichen Jahr bekam Konstanze mit Wenzel einen zweiten Sohn, und Adelheid wurde gezwungen, mit ihren Kindern erneut zu gehen. Die päpstliche Kurie schob die endgültige Entscheidung immer noch auf, weil sie das schwebende Verfahren als Druckmittel gegen den König verwenden wollte.
1207 versuchte Adelheid den Prozess weiterzuführen, der aber 1210 endgültig zugunsten Ottokars entschieden wurde. Sie starb am 2. Februar 1211 im Kloster des Heiligen Kreuzes in Meißen.

## Nachkommen
Adelheid hat Ottokar mindestens vier Kinder geboren:
- Vratislav (vor 1181 – nach 1225)
- Markéta-Dagmar (1186? – 1213), dänische Königin
- Božislava (Božislava Přemyslovna), die mit Heinrich I. von Ortenburg verheiratet wurde
- Hedwig (Hedvika Přemyslovna), Nonne in Gernrode und später vermutlich im Kloster St. Georg in Prag